# Gare de Iaroslavl
La gare de Iaroslavl (en russe : Ярославский вокзал, Iaroslavski vokzal) est l'une des neuf gares ferroviaires importantes de Moscou. Elle se situe place Komsomolskaïa, dite place des Trois-Gares à cause de sa proximité avec la gare de Léningrad et la gare de Kazan. C'est, avec cette dernière, la gare (principale) qui dessert le Transsibérien. Elle relie donc Moscou à la Chine et à Vladivostok. Ses lignes mènent à la Sibérie, à l'Oural, ainsi qu'au nord de la Russie, avec Kostroma, Vologda, Arkhangelsk et Iaroslavl.
Construite en 1862, elle est à l'époque la première gare d'importance de Moscou. Les bâtiments actuels datent de 1902-1904, lorsque Franz Schechtel la reconstruit en style historiciste néo-russe. Elle est agrandie en 1965-1966 puis en 1995. Plus de trois cents trains la desservent quotidiennement.
Elle dessert notamment Serguiev Possad.
La gare est desservie par la station de métro Komsomolskaïa sur les lignes 1 et 5.